# Puy de Côme
Le puy de Côme est un volcan de la chaîne des Puys, dans le Massif central.

## Géographie
Les pentes de cet ancien volcan de type strombolien sont couvertes de plantations de bois bien alignées, qui le font reconnaître de loin. C'est un cône basaltique presque parfait culminant à 1 251 mètres d'altitude. Il a deux cratères emboîtés avec pratiquement le même axe, signe de deux phases éruptives. Son volume est d'environ 190 millions de m3 (0,19 km3). Ses coulées de lave, appelées cheires, sont les plus importantes de toute la chaîne volcanique. Sa lave est descendue jusqu'au site de l'actuelle ville de Pontgibaud et la rivière Sioule, affluent de la rive gauche de l'Allier, l'obligeant à se créer un nouveau lit. Les coulées du puy de Côme se superposant au fil des éruptions successives, elles atteignent une épaisseur de 130 mètres mesurés lors d'un sondage effectué à 1,5 kilomètre du volcan.
En 2002, un arrêté municipal interdit l'accès au sommet du puy de Côme, on ne peut donc y trouver en principe que des troupeaux de moutons.

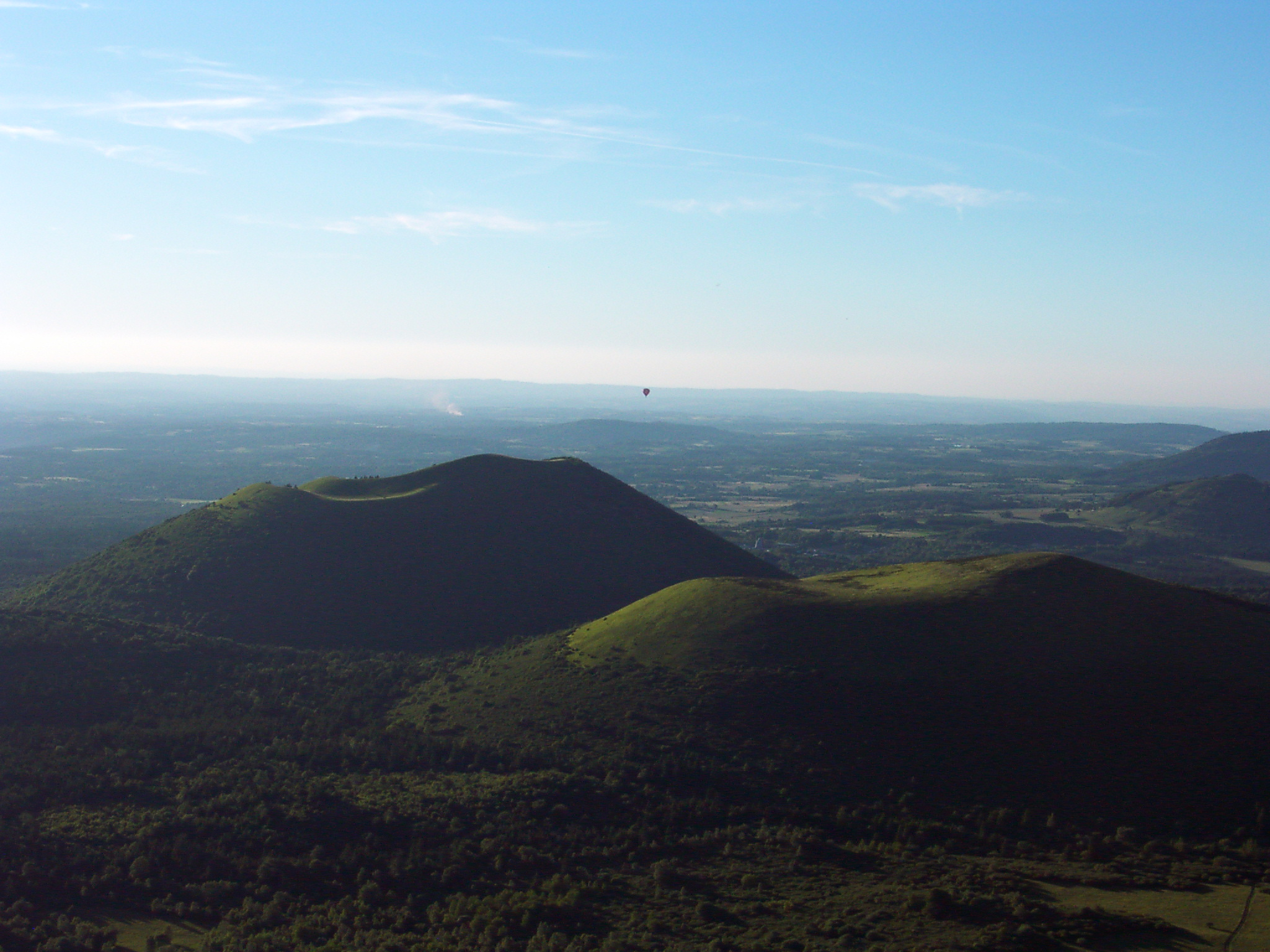
Vue du puy de Côme à gauche et du Grand Suchet à droite.

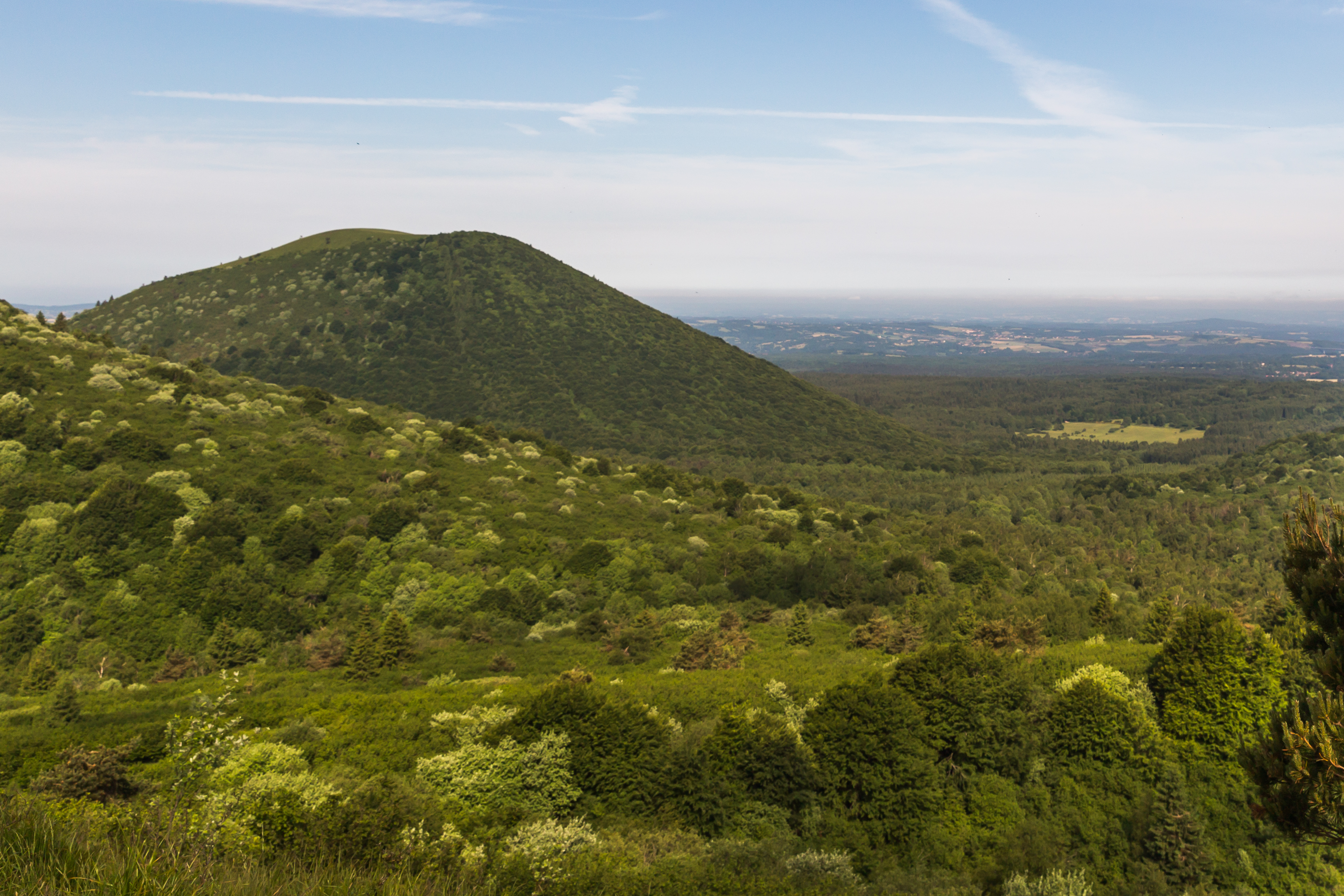
Versant oriental du puy de Côme, depuis le puy Pariou.